# حافة خلفية (طيران)

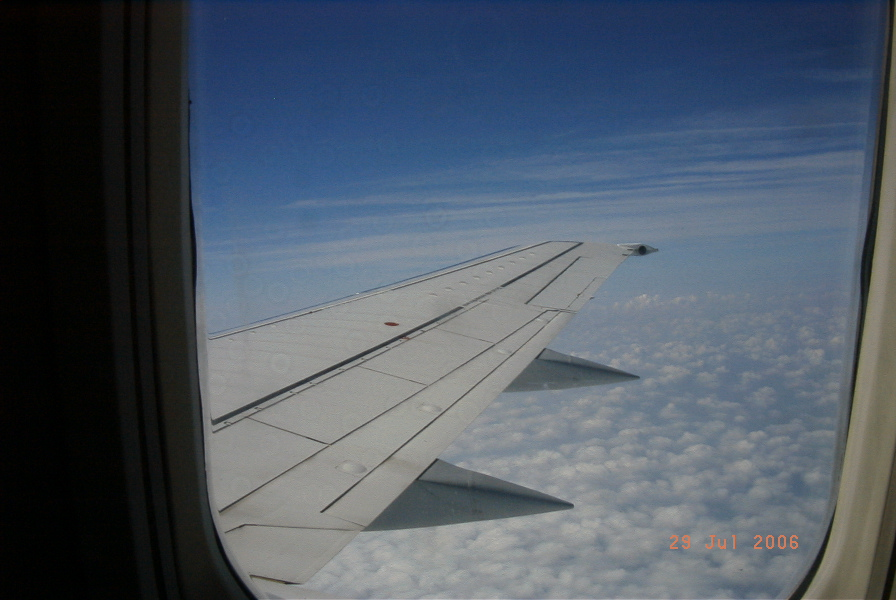
منظر للحافة الخلفية ويرى القلابات والجنيحات بحالة إغلاق

الحافة الخلفية للجناح هي طرف خلفي للجناح حيث يتوزع الهواء بواسطة الحافة الأمامية من فوق وتحت سطح الجناح ثم يجتمع مرة أخرى عند تلك الحافة الخلفية.
القطع المتصلة بالحافة الخلفية للجناح تتكون من:
- القلابات
- الجنيحات
- رافع
- دفة
- فلابرون Flaperon
- رافع خلفي
- سطيح موازن
- سطيح موازن معاكس
- عروة سطيح Trim tab
- المفرغ الستاتيكي (Static Discharger)